# Mikulov
Mikulov (tjekkisk udtale: [ˈmɪkulof] ; tysk: Nikolsburg; jiddisch: ניקאלשבורג, Nikolshburg ) er en by i distriktet Břeclav i regionen Sydmæhren i Tjekkiet med omkring 7.700 indbyggere. Mikulovs historiske centrum er velbevaret og er beskyttet ved lov som et bymonumentreservat.

## Geografi
Mikulov ligger omkring 18 km nordvest for Břeclav, på grænsen til Østrig. Den grænser op til den østrigske kommune Drasenhofen.
Mikulov ligger hovedsageligt i Mikulov-højlandet, men det kommunale område strækker sig også ind i Nedre Morava-dalen mod øst og ind i Dyje-Svratka-dalen mod vest. Det højeste punkt er bakken Turold med en højde på 385 meter over havet. Det meste af kommunens område ligger i det beskyttede landskabsområde Pálava.
Vandløbene Mušlovský og Včelínek løber gennem området og forsyner et sæt damme, de største af dem er Nový med et areal på 31 hektar og Šibeník med 23 ha. Et andet bemærkelsesværdig vådområde er Janičův vrch, et oversvømmet tidligere sandstensbrud, beskyttet som et naturmonument og lejlighedsvis brugt til svømning.

## Historie
Den første skriftlige omtale af Mikulov er fra 1173. I et skøde fra 1249, udstedt af Přemyslid-markgreven Ottokar 2. der skænkede den, inklusive et slot og det omkringliggende område, til den østrigske adelige Henrik 1. af Liechtenstein. Efter at kong Rudolf 1. af Tyskland havde besejret Ottokar ved slaget ved Marchfeld i 1278, overdrog han det derefter til Henrik 2. af Liechtenstein med markedsrettigheder i villa Nicolspurch. Tyske statsborgere blev kaldt til at bosætte sig i Mikulov.
I 1526 kom den anabaptistiske leder Balthasar Hubmaier fra Schweiz til Nikolsburg, hvor han blev fanget og arresteret af kong Ferdinand 1. styrker. Byen forblev i Liechtenstein-familien indtil 1560, og i 1572 gav kejser Maximilian 2. len til sin ambassadør ved det spanske hof Adam von Dietrichstein. Fra 1575 til det 20. århundrede forblev Nikolsburg den proprietære besiddelse af Dietrichstein-adelsfamilien og dens Mensdorff-Pouilly- efterfølgere.
Efter 1575 begyndte renæssancens genopbygning af byen. Under kardinal Franz von Dietrichsteins styre blev byen omdannet til en repræsentativ økonomisk, bygningsmæssig og kulturel bolig og blev for en tid en af de vigtigste byer i Mæhren. I 1621, under Trediveårskrigen, underskrev Franz von Dietrichstein Nikolsburg-traktaten med den transsylvanske prins Gabriel Bethlen på Mikulov Slot . Fire år senere mødtes kejser Ferdinand 2. og hans aulicråd på slottet, hvor general Albrecht von Wallenstein modtog sin kommission og blev ophøjet til en hertug af Friedland . Franz von Dietrichstein etablerede også det første piaristkollegium nord for Alperne i Nikolsburg.
Efter en brand beskadigede det oprindelige Mikulov-slot i 1719, genopbyggede Dietrichstein-familien slottet til dets nuværende udseende. Efter den østrig-preussiske krig begyndte grev Alajos Károlyi arbejdet på en fredsaftale i Nikolsburg, der førte til Prag-traktaten i 1866.
Den tyske befolkning udgjorde flertal indtil 1945. I 1890 udgjorde den 98% af befolkningen og i 1930 82% af befolkningen. Efter Anden Verdenskrig blev byens tyske befolkning fordrevet af den tjekkoslovakiske regering i henhold til Beneš-dekreterne.

## Seværdigheder
Den vigtigste seværdighed er Mikulov-slottet. Slottet blev bygget i stedet for et romansk slot. Ved overgangen mellem det 16. og 17. århundrede blev det genopbygget i renæssancestil og i slutningen af 1600-tallet i barokstil. Den sidste større genopbygning blev foretaget efter branden i 1719. I dag er det sæde for Regional Museum i Mikulov.

Byens historiske torv blev grundlagt i slutningen af det 16. århundrede nær slottet. Det indeholder renæssancehuse fra første halvdel af det 17. århundrede. Et af de mest betydningsfulde huse er U Rytířů-huset, der er dekoreret med sgraffito. Midt på pladsen står et springvand fra omkring 1700 og den monumentale barok-søjle Holy Trinity fra 1723-1724.